# Chute na canela

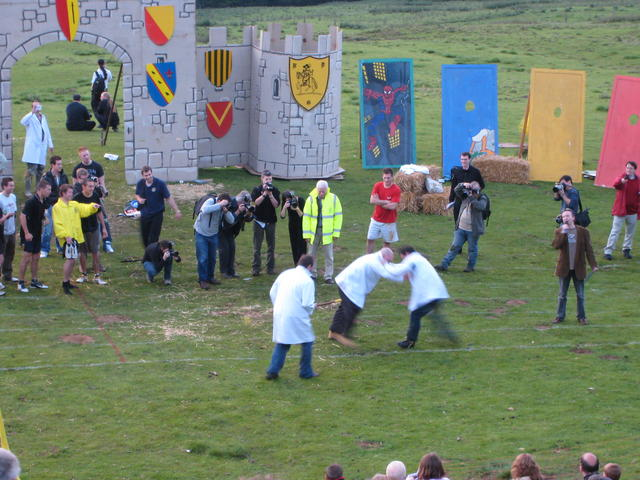

Chute na Canela ou ainda Chuta-canela (em inglês: Shin-kicking ou purring) é um esporte de combate no qual a única regra é chutar a canela do adversário com o objetivo de derrubá-lo.

## O Esporte
Neste esporte, dois combatentes vestidos com calças recheadas de palhas (proteção para a canela), que ficam de frente um para o outro e de braços dados, começam a se chutar pela canela. A batalha só termina quando um dos participantes desiste.
O esporte é uma das modalidades que fazem parte dos Cotswold Olimpick Games.